# Côte-des-Neiges–Notre-Dame-de-Grâce
Côte-des-Neiges–Notre-Dame-de-Grâce ist eines von 19 Arrondissements der Stadt Montreal in der kanadischen Provinz Québec. Im Jahr 2011 zählte der 21,4 km² große Stadtbezirk 165.031 Einwohner.

## Geographie
Côte-des-Neiges–Notre-Dame-de-Grâce liegt im Zentrum der Île de Montréal, westlich und südwestlich des Montrealer Hausbergs Mont Royal. Der sehr unregelmäßig geformte Bezirk besteht aus zwei Stadtteilen, Côte-des-Neiges im Norden und Notre-Dame-de-Grâce im Süden. Benachbarte Arrondissements der Stadt Montreal sind Outremont im Norden, Ville-Marie im Osten, Le Sud-Ouest im Südosten und Saint-Laurent im Westen. Darüber hinaus grenzt er an folgende eigenständige Gemeinden: Westmount im Osten, Montréal-Ouest im Süden, Côte-Saint-Luc im Südwesten, Hampstead im Westen und Mont-Royal im Nordwesten.

## Geschichte
Der Ortsname Côte-des-Neiges nimmt Bezug auf eine kleine Kapelle, die in Gedenken an das Schneewunder von Rom (Maria Schnee) errichtet wurde. Notre-Dame-de-Grâce erinnert an die Marienverehrung des Mercedarierordens und an das gleichnamige Kloster im französischen Ort Cotignac.
Die Besiedlung von Notre-Dame-de-Grâce begann 1650, jene von Côte-des-Neiges im Jahr 1698. Der Sulpizianerorden, der die Grundherrschaft über die Insel ausübte, parzellierte das damals dicht bewaldete Gebiet. In der Folge siedelten sich Bauern an, die den Wald rodeten und Felder anlegten. Mit der Zeit entwickelten sich zwei Dörfer, wobei sich in Côte-des-Neiges auch zahlreiche Gerber niederließen. Nach dem Bau neuer Hauptstraßen wuchsen die Dörfer in der zweiten Hälfte des 19. Jahrhunderts zu kleinen Vorstädten an, die das Montrealer Bürgertum anzogen.

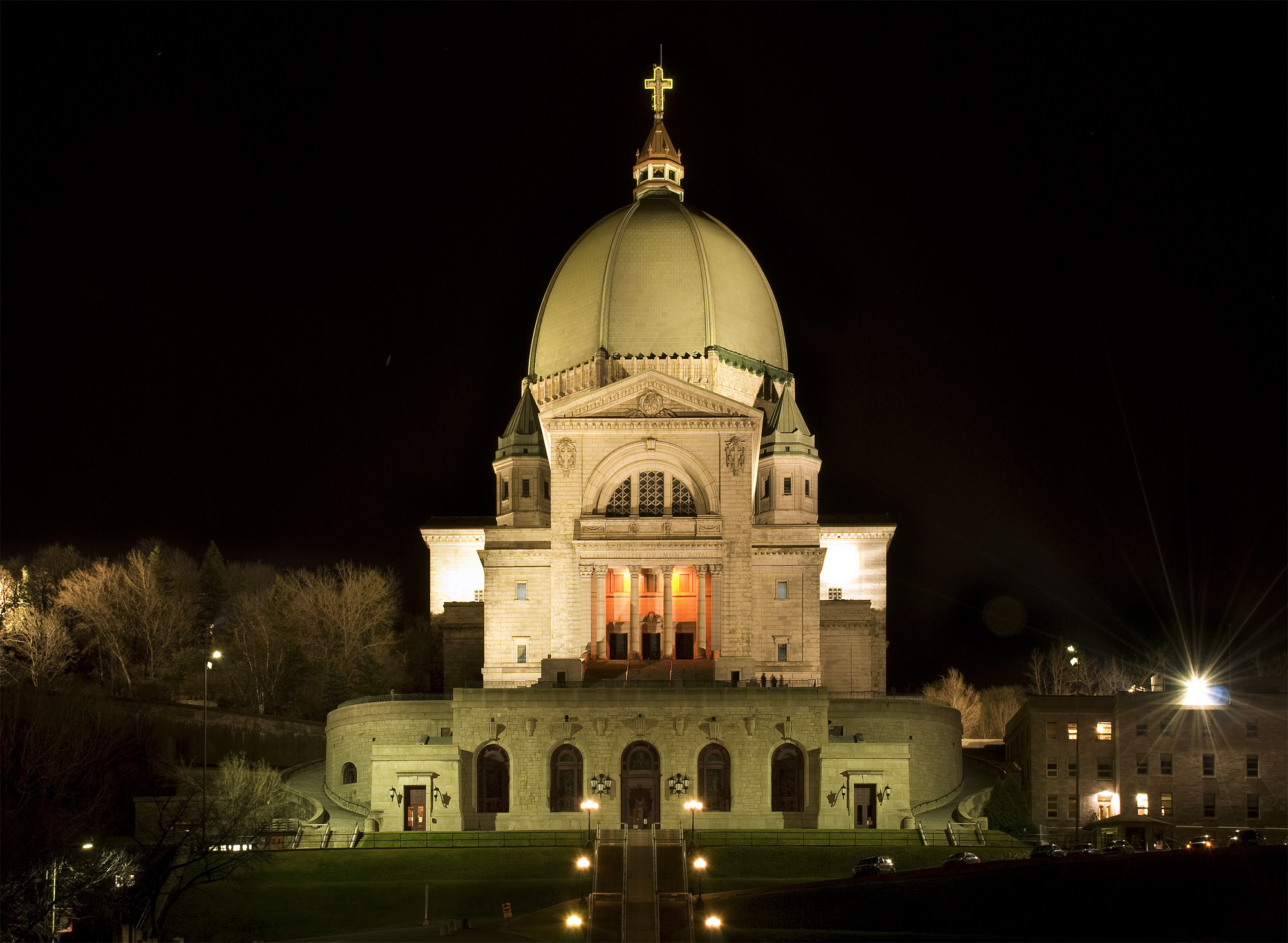
St.-Josephs-Oratorium

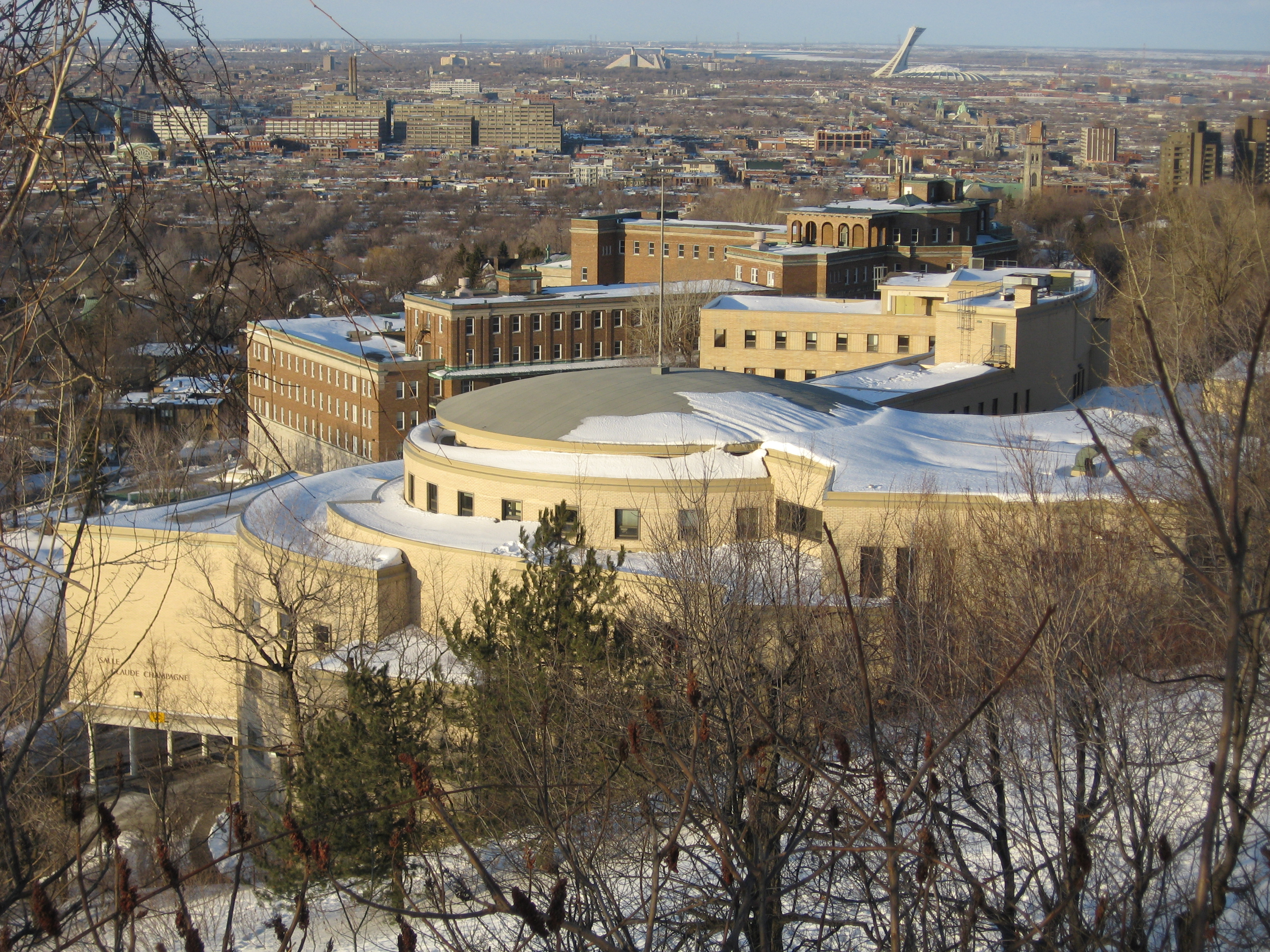
Musikfakultät der Universität Montreal

Notre-Dame-de-Grâce war ab 1876 eine selbstverwaltete Gemeinde, Côte-des-Neiges folgte 1889. Nachdem beide Gemeinden zwischenzeitlich die Stadtrechte erhalten hatten, wurden sie 1910 nach Montreal eingemeindet. Aufgrund der raschen Ausdehnung der überbauten Flächen verschwand die einst dominierende Landwirtschaft nach und nach. Eine neue Entwicklung setzte in den 1930er Jahren ein, als die französischsprachige Universität Montreal ihren neuen Campus errichtete. Es folgten die englischsprachige Concordia University sowie mehrere Hochschulen und Krankenhäuser. Zu einem bedeutenden Sehenswürdigkeit entwickelte sich das 1967 fertiggestellte St.-Josephs-Oratorium.

## Bevölkerung
Gemäß der Volkszählung 2011 zählte Côte-des-Neiges–Notre-Dame-de-Grâce 165.031 Einwohner, was einer Bevölkerungsdichte von 7712 Einwohnern/km² entspricht. Er ist somit der bevölkerungsreichste Montrealer Stadtbezirk. Von den Befragten gaben 28,2 % Französisch und 28,4 % Englisch als Muttersprache an. Weitere bedeutende Sprachen sind unter anderem Arabisch (5,1 %), Spanisch (4,6 %), Tagalog (4,4 %), Chinesisch (3,9 %), Russisch (2,6 %), Rumänisch (2,5 %) und Italienisch (1,7 %).

## Sehenswürdigkeiten
- St.-Josephs-Oratorium
- Friedhof Notre-Dame-des-Neiges
- Centre commémoratif de l’Holocauste à Montréal
- Centre Segal des arts de la scène
- Loyola-Campus der Concordia University
- Université de Montréal
- École des hautes études commerciales
- École polytechnique de Montréal